# Monastère de Bavanište

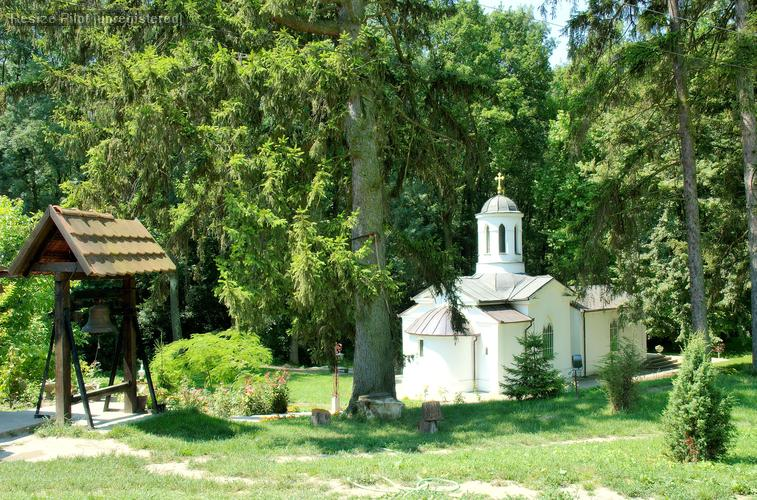
Le monastère de Bavanište

Le monastère de Bavanište (en serbe : Манастир Баваниште et Manastir Bavanište) un monastère orthodoxe serbe situé dans la région du Banat region, au nord de la province de Voïvodine. Il se trouve à proximité de Bavanište, dans la municipalité de Kovin.
Le monastère de Bavanište a été fondé au XVIe siècle. Détruit en 1716, il a été reconstruit en 1858.